# Żytno (gemeente)
De gemeente Żytno is een landgemeente in het Poolse woiwodschap Łódź, in powiat Radomszczański.
De zetel van de gemeente is in Żytno.
Op 30 juni 2004 telde de gemeente 5814 inwoners.

## Oppervlakte gegevens
In 2002 bedroeg de totale oppervlakte van gemeente Żytno 197,54 km², waarvan:
- agrarisch gebied: 51%
- bossen: 39%

De gemeente beslaat 13,69% van de totale oppervlakte van de powiat.

## Demografie
Stand op 30 juni 2004:
| Omschrijving                   | Totaal | Totaal | Vrouwen | Vrouwen | Mannen | Mannen |
| ------------------------------ | ------ | ------ | ------- | ------- | ------ | ------ |
| eenheid                        | aantal | %      | aantal  | %       | aantal | %      |
| inwoners                       | 5814   | 100    | 2849    | 49      | 2965   | 51     |
| bevolkingsdichtheid (inw./km²) | 29,4   | 29,4   | 14,4    | 14,4    | 15     | 15     |

In 2002 bedroeg het gemiddelde inkomen per inwoner 1228,79 zł.

## Administratieve plaatsen (sołectwo)
Borzykowa, Borzykówka, Budzów, Ciężkowiczki, Czechowiec, Kozie Pole, Łazów, Maluszyn, Mała Wieś, Mosty, Pągów, Pierzaki, Polichno, Pukarzów, Rędziny, Rogaczówek, Sady, Sekursko, Silnica, Silniczka, Sudzinek, Żytno.

## Overige plaatsen
Barycz, Bugaj, Czarny Las, Czarny Las-Kolonia, Ewina, Ferdynandów, Fryszerka, Grodzisko, Ignaców, Jacków, Jarzębina, Jatno, Kąty, Kępa, Magdalenki, Pławidła, Rędziny-Kolonia, Sudzin, Turznia, Wymysłów, Zabrodzie Silnickie, Załawie.

## Aangrenzende gemeenten
Dąbrowa Zielona, Gidle, Kluczewsko, Kobiele Wielkie, Koniecpol, Wielgomłyny, Włoszczowa